# Cinéma comique britannique
Pour des articles plus généraux, voir Cinéma britannique et Cinéma comique.

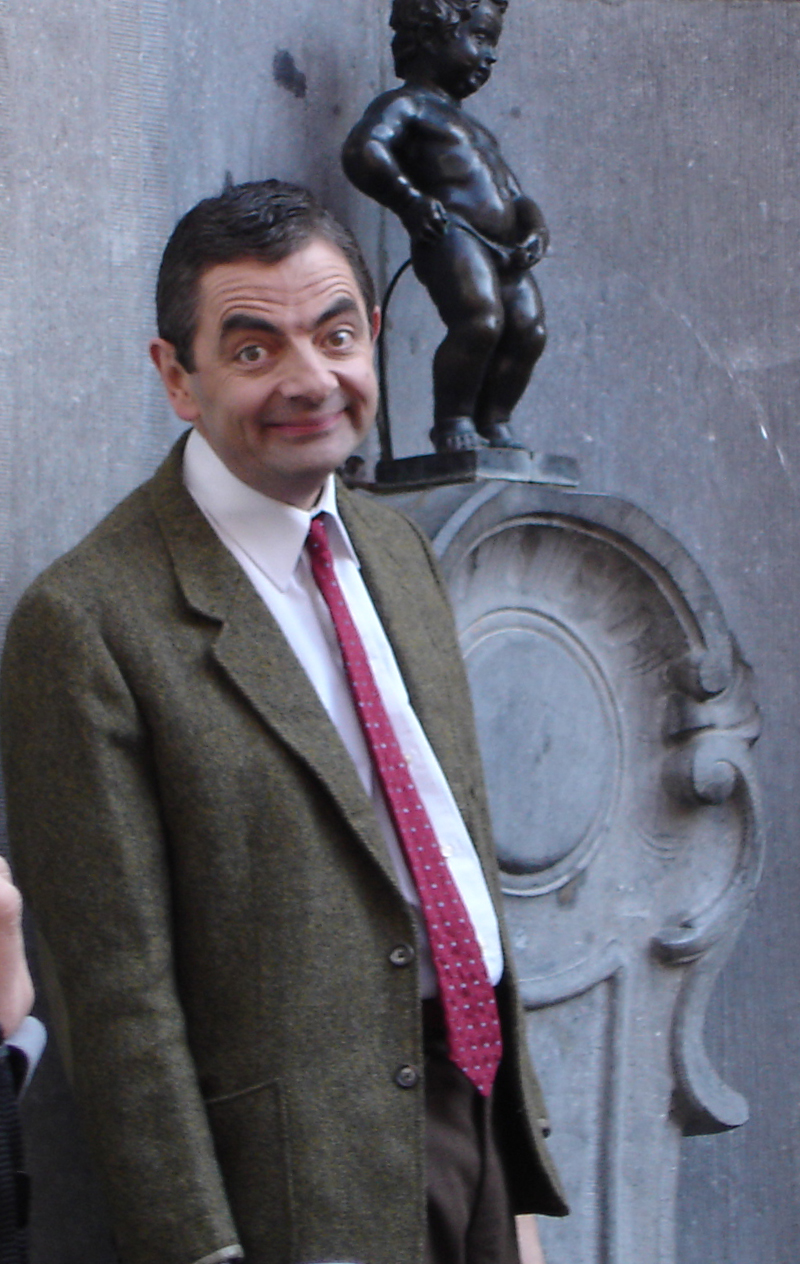
Rowan Atkinson, interprète de Mr. Bean, photographié à Bruxelles.

La comédie britannique englobe l'ensemble des films comiques produits au Royaume-Uni.

La comédie britannique est influencée par plusieurs siècles d'œuvres théâtrales : à la fin du XVIe siècle, William Shakespeare écrit La Comédie des erreurs, basée sur la farce et le quiproquo. À partir du XIXe siècle, le Mime se développe en y intégrant le Slapstick ; Charlie Chaplin va notamment commencer sa carrière d'acteur par le Mime. Au début du cinéma (début du XXe siècle) apparaît le Burlesque. La comédie britannique se diversifie également à la télévision à partir des années 1950.
Parmi les acteurs de comédie britannique, certains ont une renommée mondiale, tels Charlie Chaplin, la troupe d'humoristes Monty Python et Rowan Atkinson.

## Histoire

### Au temps du cinéma muet

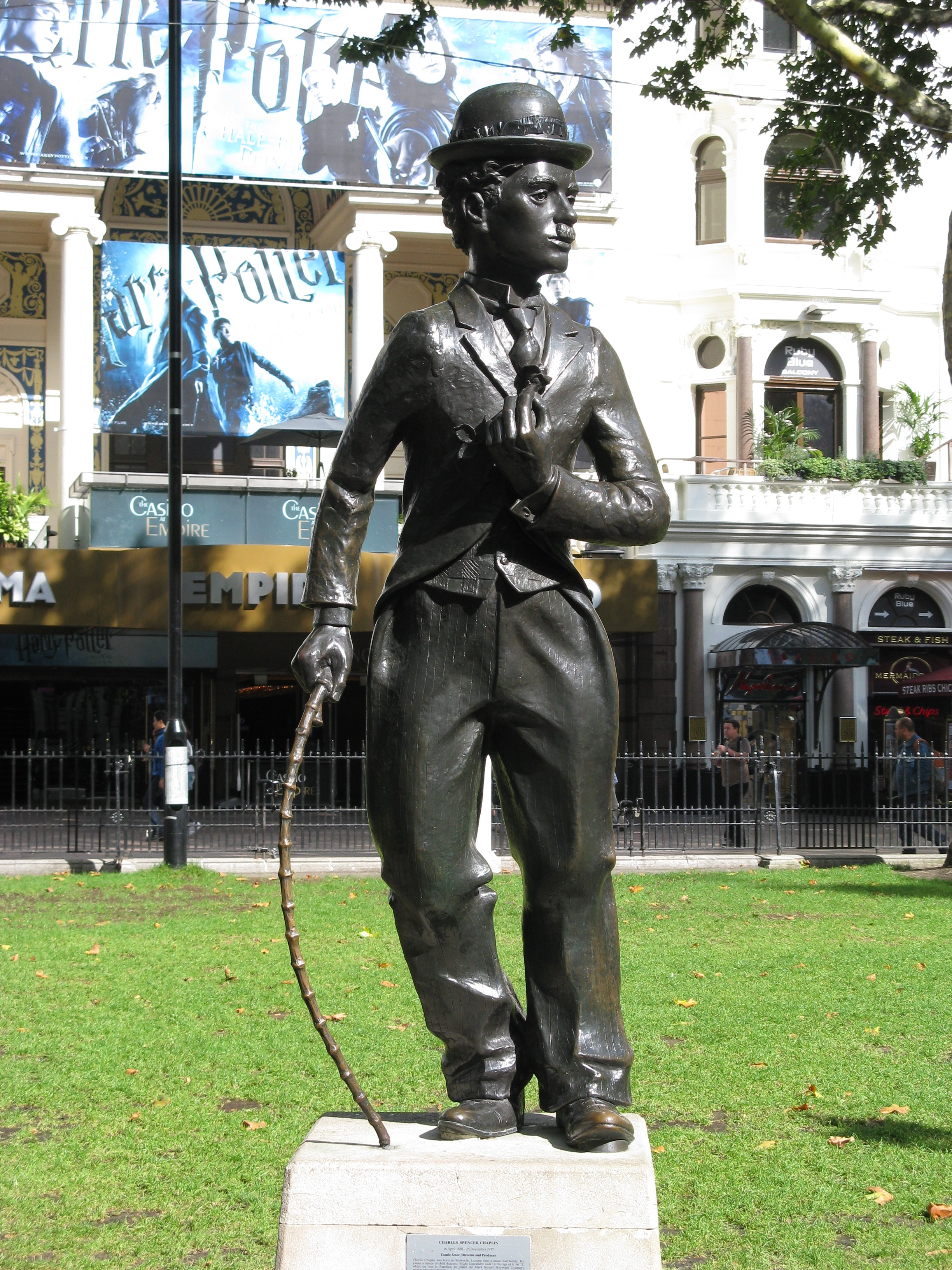
Statue de Chaplin réalisée en 1981 par John Doubleday vue sur Leicester Square à Londres. (Dorénavant située sur Leicester Place, face au Prince Charles Cinéma, quelques pas plus loin.)

Dès le début du cinéma, au début du XXe siècle, les comédies figurent en bonne place dans la production britannique de films muets.
Des acteurs britanniques de Mime issus du music-hall, tels Charlie Chaplin et Stan Laurel émigrent aux États-Unis et deviennent des icônes du cinéma muet américain (Charlie Chaplin avec le personnage de Charlot, et Stan Laurel dans le duo qu'il forme avec Oliver Hardy : Laurel et Hardy).
Rapidement, dès la fin de la Première Guerre mondiale, l'industrie cinématographique britannique marque le pas face à la concurrence d'Hollywood, avantagé par un marché national plus vaste. En 1914, 25 % des films diffusés en Grande-Bretagne sont britanniques avant d'atteindre les 5 % en 1926. Ceci incita la mise en place d'une loi pour protéger le cinéma national. Cette loi, appelée le « Cinematograph Films Act 1927 » imposa aux cinémas de projeter un certain quota de films britanniques (Voir : Cinéma britannique).
Par la suite, après 1927, les films tendent à devenir parlant.

### Au temps du cinéma parlant, avant la concurrence de la télévision

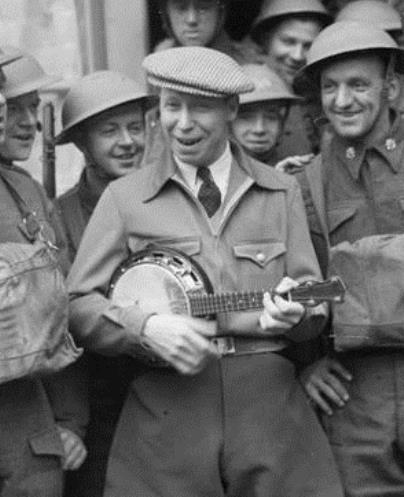
George Formby

Au Royaume-Uni, les adaptations cinématographiques de farces de scène étaient populaires dans les années 1930, tandis que le music-hall a fortement influencé le film de comédie des années 1940 avec Will Hay (Oh, Mr Porter !...) et George Formby  qui comptent parmi les plus grandes stars comiques de l'époque.
Dans les années 1950, l'industrie du film britannique réalise un certain nombre de séries de films à succès, tel Toubib or not Toubib. Enfin, John et Roy Boulting ont également écrit et réalisé une série de satires à succès, tels Ce sacré z'héros (1956) et Après moi le déluge (1959).

#### Les comédies Ealing
De 1947 à 1957, les Ealing Studios réalisent plusieurs films de comédies populaires que l'on appelle « comédies Ealing ».
Parmi les exemples les plus célèbres, il y a : Whisky à gogo ! (1949), Passeport pour Pimlico (1949), Noblesse oblige (1949), De l'or en barre (1951), L'Homme au complet blanc (1951), Tortillard pour Titfield (1953) et Ladykillers (The Ladykillers, 1955).
Ces comédies peuvent inclure un degré de critique sociale, avec notamment Alec Guinness et Stanley Holloway. Parmi les acteurs qui apparaissent le plus fréquemment dans les films de comédie, il y a  Stanley Holloway, Alec Guinness, Raymond Huntley et Alastair Sim.
Le premier des films réalisé durant cette période est À cor et à cri (1947), et le dernier est Il était un petit navire (1957), même si selon certaines sources, le dernier film serait Davy (1958).

### Des années 1960 aux années 1980

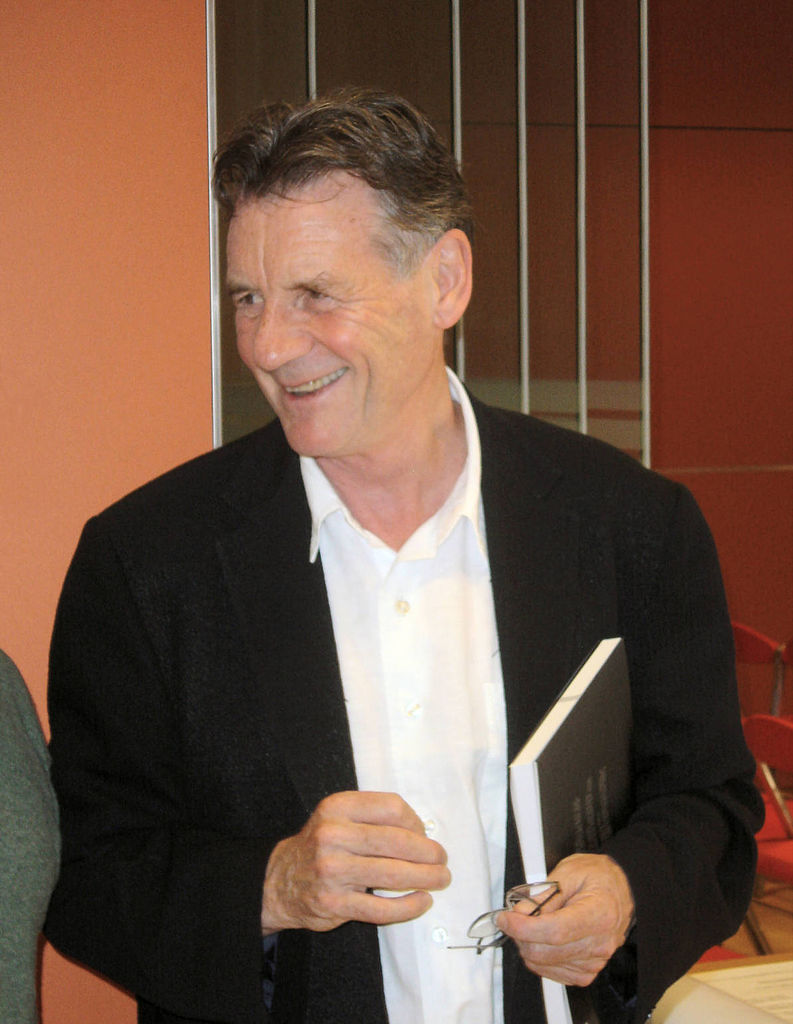
Michael Palin

Comme aux États-Unis, vers la fin des années 1950, l'industrie de la télévision commence à sérieusement concurrencer celle du cinéma. Cette tendance s'accentue et dès le début des années 1960, une grande partie des comédies britanniques est produite pour la télévision.

#### L'équipe des Monty Python
L'équipe des Monty Python, formée en 1969, est composée de six membres : Graham Chapman, John Cleese, Eric Idle, Michael Palin, Terry Jones et Terry Gilliam.
Même si la plupart des comédies britanniques du début des années 1970 sont produites sous la forme de séries de télévision (par exemple la comédie militaire Dad's Army), les plus grands succès sont venus des films de comédie de l'équipe des Monty Python : La Première Folie des Monty Python (1971), Monty Python : Sacré Graal ! (1975) et Monty Python : La Vie de Brian (1979).
Un des plus célèbres films des années 1980 (en partie réalisé par l'équipe des Monty Python) est Un poisson nommé Wanda film multiculturel entre les cultures britanniques et américaines, avec l'actrice américaine Jamie Lee Curtis.
Enfin, les Monty Python réalisent en 1983 Monty Python : Le Sens de la vie.

### Des années 1990 aux années 2010

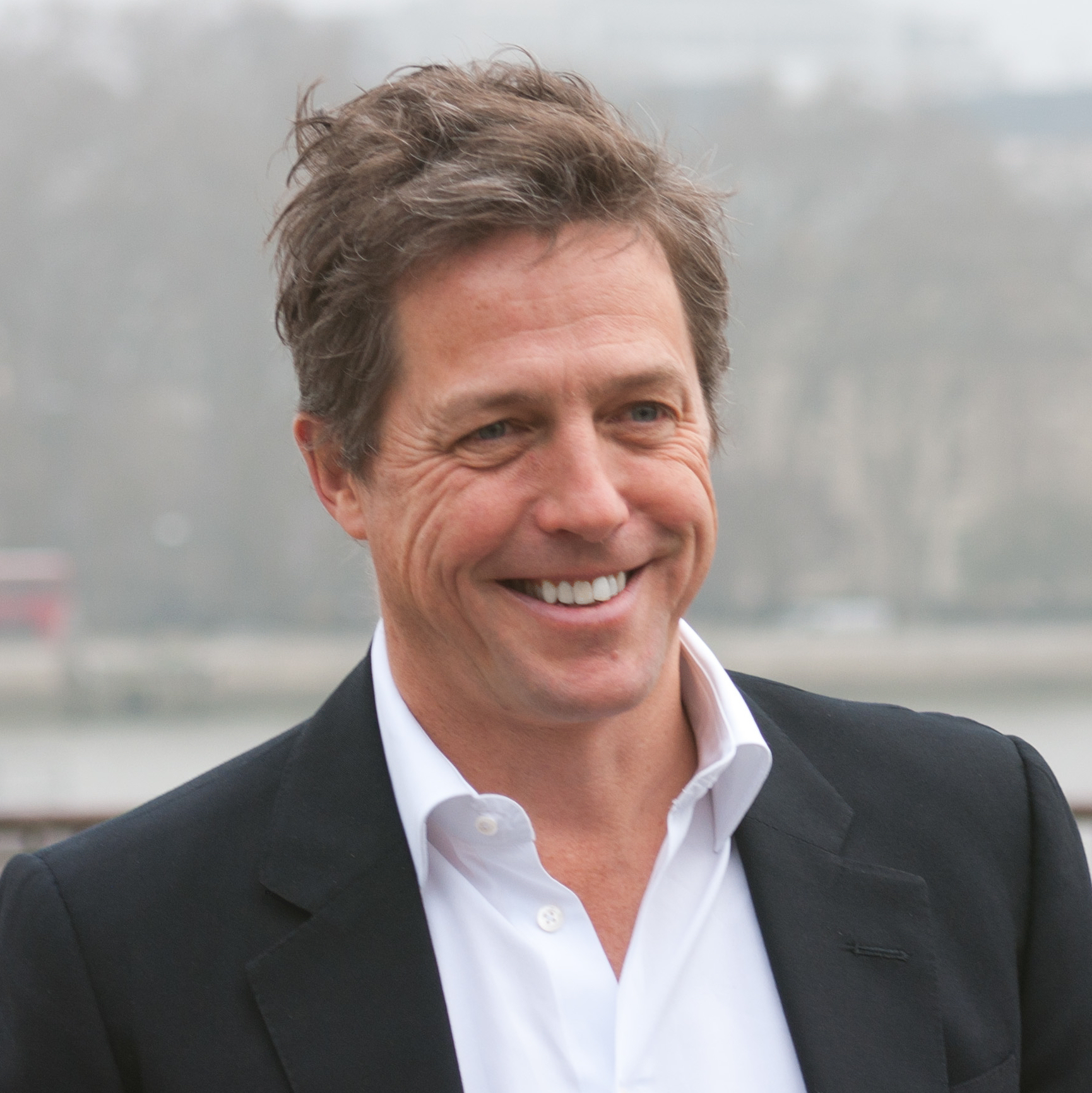
Hugh Grant

Dans les années 1990, des comédies ayant pour thème la classe ouvrière connaissent plusieurs grands succès : The Full Monty (1997), voire plus dramatique avec Les Virtuoses (1996), et Billy Elliot (1999).
En 1990, Rowan Atkinson créé la série télévisée Mr. Bean. Le personnage de Mr Bean va le rendre célèbre dans le monde entier. Par la suite, il jouera dans deux films basés sur Mr Bean : Bean en 1997, et Les Vacances de Mr. Bean en 2007. Il interprètera aussi un personnage parodique de James Bond dans deux films : Johnny English, et Johnny English, le retour.
Les années 1990-2000 revoient le retour gagnant des comédies romantiques, avec Hugh Grant :  Quatre mariages et un enterrement  (1994), Raison et Sentiments (1995), Coup de foudre à Notting Hill (1999), Mickey les yeux bleus (1999), Le Journal de Bridget Jones (2001), Love Actually (2003), Bridget Jones : L'Âge de raison (2004), ...
Enfin, dans les années 2000 et 2010, Edgar Wright réalise une trilogie Blood and Ice Cream Trilogy mêlant la comédie britannique avec d'autres genres :
- 2004 : Shaun of the Dead, un film de zombies
- 2007 : Hot Fuzz, un film policier
- 2013 : Le Dernier Pub avant la fin du monde, un film de science-fiction

#### Comédie ayant pour thème l'Inde

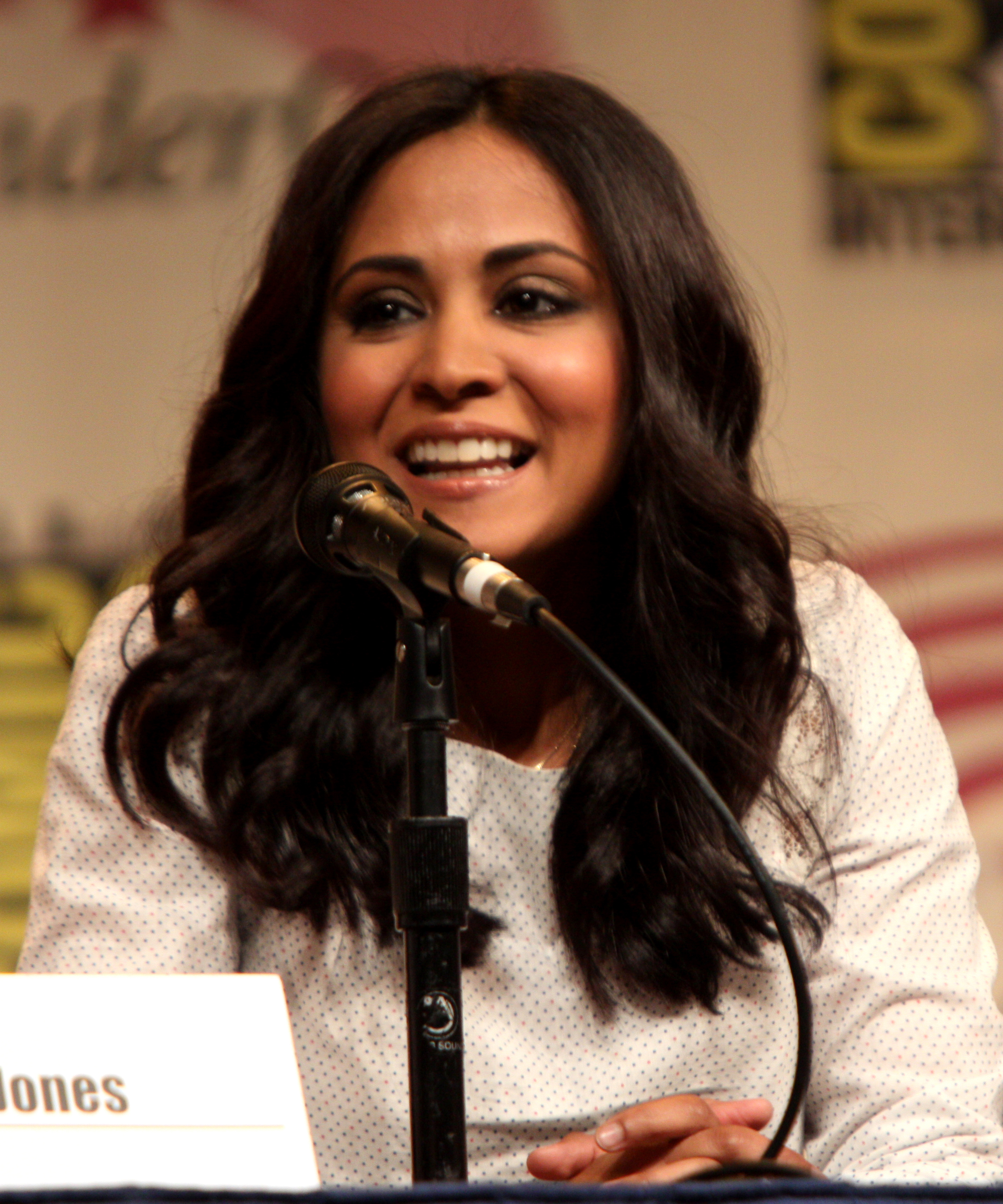
Parminder Nagra

Certaines comédies britanniques des années 1990-2000 ont pour thème la communauté indienne et pakistanaise dans la vie britannique, comme Bhaji sur la plage (1993), Fish and Chips (1999), Joue-la comme Beckham (2002), Anita et moi (2003) et Joyeuses Funérailles (2007).
D'autres comédies se déroulent en Inde, comme Indian Palace (2012) et Indian Palace : Suite royale (2015) avec Judi Dench et Maggie Smith.